# 謝化南
謝化南（1845年—1917年），号棠洲，陝西省興安府漢陰廳人，清朝政治人物、進士出身。
光緒九年（1883年），参加癸未科殿試，登進士二甲89名。同年五月，著以主事分部学习，留京任户部主事。甲午战争后，自感力不从心，欲辞官回乡办学，未获准，后来又调任云南知府。到任不久，因长兄病危，便借故辞职返乡，设堂讲学，倡导教学革新，增设数学、时事政治等学科。后学堂因故解散，谢化南从此深居简出，专心从事著述。著有《滇程日记》、《庚子扈跸日记》、《京华从政录》、《题媳高氏遗墨》、《读书乐塾诗文》等。